# 昭和町 (宮崎市)
昭和町（しょうわちょう）とは、宮崎県宮崎市内の地名。檍地域自治区に属している。郵便番号は880-0874。

## 地理
宮崎市の中心部、檍地域自治区に属する。大淀川北岸にあり、北西を浄土江町・宮崎駅東1丁目、北東を宮脇町・吉村町（宮ノ脇甲）、東を曽師町・吉村町（宮ノ前甲・曽師前甲・曽師中甲・平田甲）、南を大王町・永楽町、西を堀川町に囲まれた住宅地・商業地である。町域の北部は宮崎駅大和口（東口）にあたる。

## 歴史
- 昭和20年代 - 吉村町・瀬頭町から昭和町が成立。
- 2004年(平成16年)：堀川町・浄土江町・昭和町・宮脇町・大和町・青葉町のそれぞれ一部をもって宮崎駅東1丁目～3丁目が成立。

## 世帯数と人口
2023年（令和5年）9月1日現在の世帯数と人口は以下の通りである。
| 町丁   | 世帯数  | 人口  |
| ------ | ------- | ----- |
| 昭和町 | 538世帯 | 945人 |

## 小・中学校の学区
市立小・中学校に通う場合、学区は以下の通りとなる。
| 町名         | 小学校             | 中学校             |
| ------------ | ------------------ | ------------------ |
| 昭和町の一部 | 宮崎市立宮崎小学校 | 宮崎市立宮崎中学校 |
| 昭和町の一部 | 宮崎市立潮見小学校 | 宮崎市立宮崎中学校 |

## 交通

### バス
宮交グループの運営するバスが営業している。

### 道路
- 宮崎県道11号宮崎島之内線 （宮崎内環状線）
- 市道昭和通線（宮崎内環状線）

## 施設
- 宮崎学園中学校・高等学校